# Caprice (biograf, Stockholm)

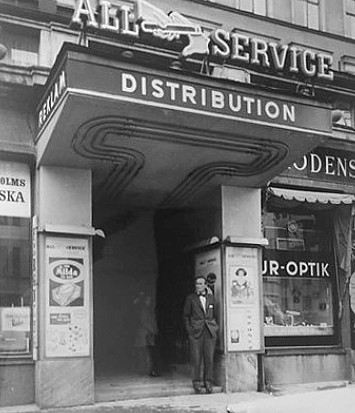
Caprice entré 1950-tal.

Caprice var en biograf belägen i ett hörnhus vid Sankt Eriksgatan 20 / Hantverkargatan 80 på Kungsholmen i Stockholm. Biografverksamheten började i oktober 1937 och upphörde i maj 1960. Huset där biografen inrymdes revs 1962 och ersattes av en ny byggnad.

## Historik

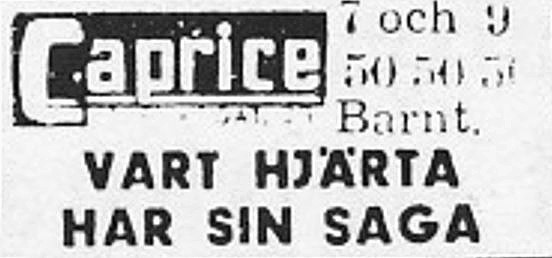
Caprice, bioannons 1948.

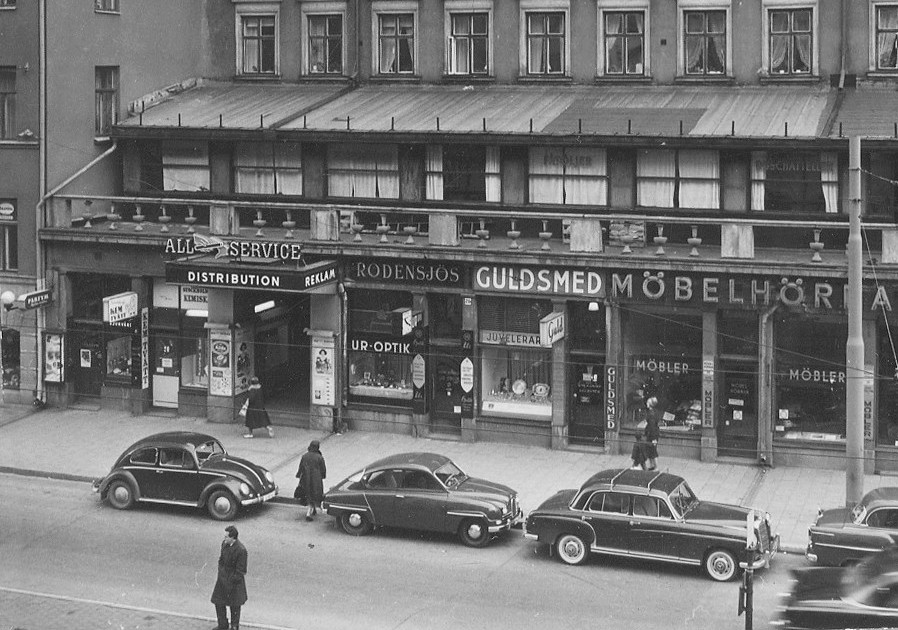
Butikslängan S:t Eriksgatan 80 på 1950-talet. Biograf Caprice nåddes via entrén med skärmtaket och text "Distribution".

Biografen Caprice låg i det numera rivna bostadshuset som uppfördes 1880 och byggdes till med en butikslänga 1925. År 1935 anlades en biografsalong under innergården. Huvudentrén var från Sankt Eriksgatan 20 där man fick gå genom ett korridor för att nå salongen. Till Hantverkargatan 80 fanns en reservutgång.
Caprice var en av Karl Hjalmar Lundblads biografer och ingick i biografkedjan Paradenbiograferna som hade sitt namn efter biografen Paraden. Utöver Paraden och Caprice ingick bland andra Strand, Fågel Blå, Tranan och Esplanad. 
Caprice salong hade 400 platser och var hållen i ljusa färger. Väggarna var klädda i beigefärgat konstläder och den yttre ridån hade ljusgrön kulör medan den inre var silverfärgad. Belysningen bestod av ljusramper i taket och vägglampetter. I salongen hängde även tre målningar utförda av Sixten Wahlgren. Det fanns också en liten scen där varietéföreställningar kunde arrangeras. Entrén hade en uppåtriktad baldakin med neonslingor på undersidan. Caprice var en renodlad kvartersbiograf. 
Den sista föreställningen gavs den 1 maj 1960, två år senare revs byggnaden och nuvarande hörnhus med rundad fasad, ritat av arkitekt Bertil Karlén, uppfördes i början av 1960-talet.